# Pooth Khurd
Pooth Khurd es una ciudad censal situada en el distrito de Delhi noroeste,  en el territorio de la capital nacional,  Delhi (India). Su población es de 10654 habitantes (2011). 

## Demografía
Según el censo de 2011 la población de Pooth Khurd era de 10654 habitantes, de los cuales 5741 eran hombres y 4913 eran mujeres. Pooth Khurd tiene una tasa media de alfabetización del 83,38%, inferior a la media estatal del 86,21%: la alfabetización masculina es del 90,33%, y la alfabetización femenina del 75,36%.